# Vera Cruz (Bahía)
Vera Cruz es un municipio brasileño del estado de Bahía. Se localiza a una latitud 12º 57' 32" sur y a una longitud 38º 36' 16” Oeste, estando a una altitud de 13 metros. La población estimada en 2005 fue de 34 520 habitantes.
Posee un área de 211 km². 